# Marilyn Manson
Marilyn Manson (nome artístico de Brian Hugh Warner; Canton, 5 de janeiro de 1969) é um cantor, compositor e músico americano, líder e vocalista da banda de rock epônima que fundou em 1989. Os membros da banda inicialmente criaram seus nomes artísticos combinando o primeiro nome de uma sex symbol feminina americana com o sobrenome de um serial killer. O cantor derivou seu nome artístico da atriz Marilyn Monroe e do líder de culto, homicida e criminoso Charles Manson, mostrando o que ele considerava o último e mais perturbador dualismo da cultura estadunidense. Manson também é conhecido por sua personalidade exótica e extravagante, e performances de palco viscerais e chocantes. 
Marilyn Manson, além de músico, também é pintor e já fez diversas pontas como ator em alguns filmes - além de dirigir curta-metragens.

## Biografia

### Infância e Adolescência
Filho único de Barbara e Hugh Warner (e primo de quarto grau do comentarista conservador Pat Buchanan), Marilyn Manson nasceu em Canton, Ohio, no dia 5 de janeiro de 1969.
Tendo um pai católico e uma mãe anglicana, Brian estudou na escola Heritage Christian School do primeiro ao décimo ano.
Mais tarde foi transferido para o Cardinal Gibbons High School, em Fort Lauderdale, Florida. Formou-se em 1987, e tornou-se um estudante no Broward Community College em 1990. Manson trabalhava para uma licenciatura em jornalismo e foi ganhando experiência no campo de escrever artigos de música para a revista de estilo de vida do sul da Flórida, 25th Parallel.

## Carreira

### Música
Manson, junto com o guitarrista Scott Putesky, formou o Marilyn Manson & the Spooky Kids na Flórida, em 1989. Enquanto a banda ainda compunha e fazia shows para pequenos públicos, Manson conheceu Jeordie White e Gregory Stephen Bier Jr. (mais conhecidos, respectivamente, como Twiggy Ramirez e Madonna Wayne Gacy) em dois projetos paralelos: Satan on Fire - uma banda de metal cristão na qual ele tocou guitarra e baixo, e Sra. Scabtree - uma banda formada em colaboração com White e sua então namorada Jessicka, onde Manson tocava bateria.
No verão de 1993, a banda (agora já chamada apenas de Marilyn Manson) chamou a atenção de Trent Reznor, que produziu o seu álbum de estreia em 1994, Portrait of an American Family, e o lançou em sua gravadora, a Nothing Records. A banda começou a desenvolver um culto de seguidores, que se tornou ainda maior com o lançamento de Smells Like Children, em 1995. Esse EP rendeu à banda o primeiro grande sucesso exibido pela MTV com "Sweet Dreams (Are Made of This)", um cover do Eurythmics lançado em 1983.
Em 1996, Antichrist Superstar (co-produzido por Trent Reznor) foi um sucesso ainda maior, levando Marilyn Manson e sua banda ao sucesso mundial.
Jon Wiederhorn do MTV.com, se referiu a Marilyn Manson em 2003 como "o único artista dos dias de hoje". e sua banda vendeu, durante esses anos, mais de 50 milhões de álbuns.

### Arte
Manson declarou em uma entrevista de 2004 com a revista iD de ter começado sua carreira como pintor de aquarela em 1999, quando fez peças de cinco minutos e as vendeu a traficantes de drogas. Em 13-14 de setembro de 2002, foi realizado o seu primeiro show, The Golden Age of Grotesque, no Los Angeles Contemporary Exhibitions Centre. O crítico Henry Max comparou-os aos trabalhos de "materiais de pacientes psiquiátricos dada ao uso como terapia" e disse que seu trabalho nunca seria levado a sério em um contexto de belas artes, por escrito, que o valor estava "em sua celebridade, e não no seu trabalho". Em 14-15 de Setembro de 2004, Manson realizou uma segunda exposição na primeira noite em Paris e a segunda em Berlim. O show foi chamado "Trismegisto", que foi também o título da peça central da exposição - três cabeças gigantes de Cristo pintadas em um painel de madeira antiga de uma tabela de embalsamadores.
Manson nomeou seu auto-proclamado Celebritarian Corporation. Ele cunhou um slogan para o movimento: "Vamos vender nossa sombra para aqueles que estão dentro dela."
Celebritarian Corporation é também o homônimo de uma galeria de arte de propriedade de Manson, chamado Celebritarian Corporation Gallery of Fine Art em Los Angeles para que a sua terceira exposição foi o show inaugural. De 2 a 17 de abril de 2007, seus últimos trabalhos foram em exposição no Space 39 Modern & Contemporary, na Flórida. 40 peças deste espetáculo viajaram para a Germany's Gallery Brigitte Schenk, em Cologne para ser exibido publicamente a partir de 28 de junho - 28 de julho de 2007. Manson foi recusado na Catedral de Colônia, quando estava na cidade para participar da noite de abertura. Este foi, de acordo com Manson, devido à sua composição.
Manson revelou uma série de 20 pinturas, em 2010, intituladas Genealogias da Dor, uma exposição apresentou na galeria Vienna's Kunsthalle que o artista colaborou com David Lynch.

### Video games
- Manson fez uma aparição no jogo Area 51 como Edgar, um alien.
- Sua canção "Cruci-Fiction In Space" é apresentada em um comercial para o jogo The Darkness.
- Sua semelhança também é destaque no jogo Celebrity Deathmatch, para o qual gravou uma música para a trilha sonora.
- A música "Use Your Fist and Not Your Mouth" apareceu nos créditos do jogo Cold Fear, bem como Spawn: Armageddon.
- A canção "Four Rusted Horses" teve uma versão alternativa usada em trailers para o jogo Fear 3.
- Houve também um remix da canção "Tainted Love", que aparece no trailer de estreia do jogo Need for Speed: Hot Pursuit.

## Relacionamentos

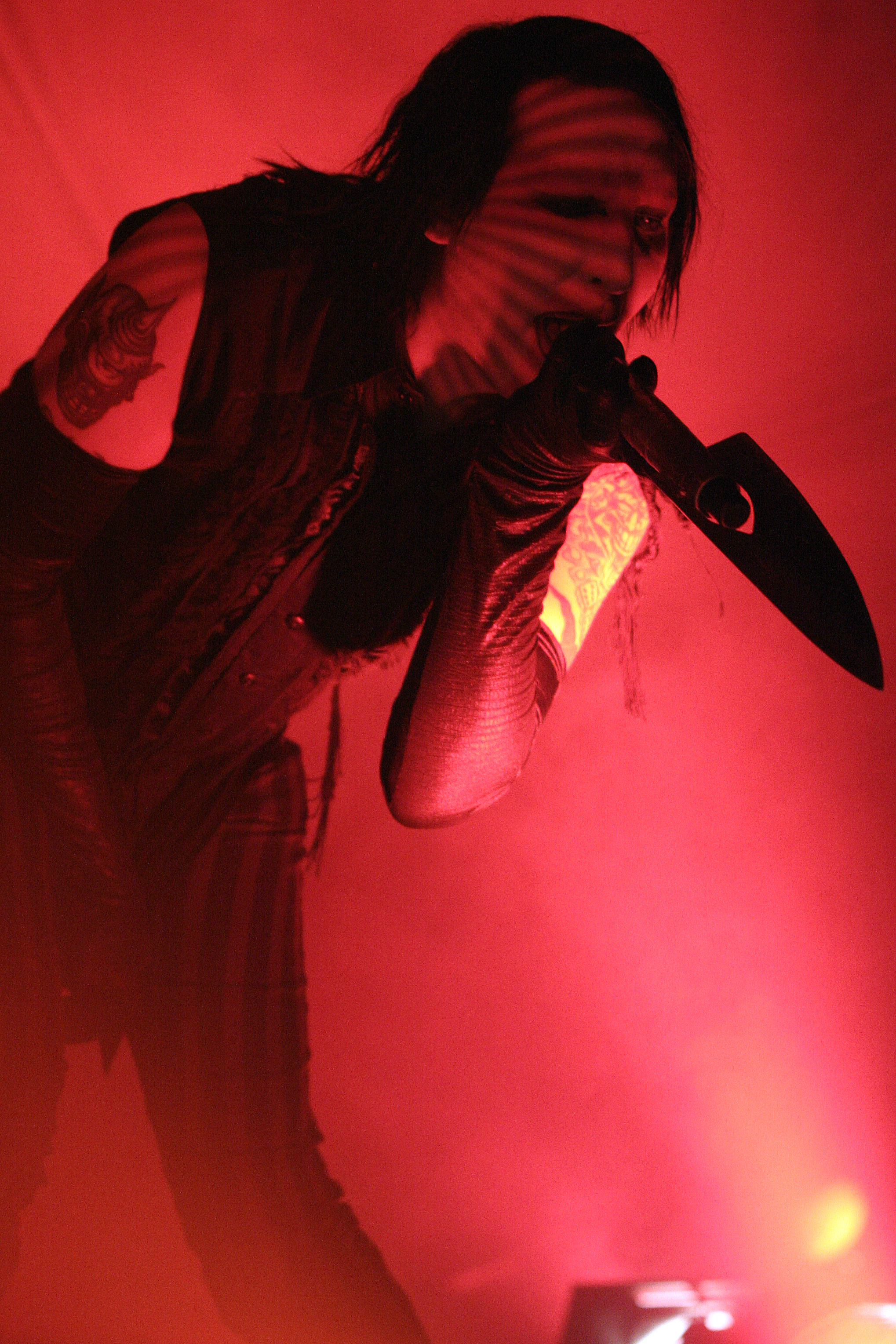
Manson em 2010

Foi noivo da atriz Rose McGowan, protagonista do filme Jawbreaker. Os dois se conheceram na estreia de Gummo em 1997. Rose também apareceu no videoclip da música de Manson, Coma White 2.0. Contudo, os dois não chegaram ao casamento e em janeiro de 2001, Rose anunciou que seu relacionamento com Manson estava terminado por causa das diferenças de estilo de vida de ambos. Rose se recusou a falar sobre o término em público por um tempo, mas mais tarde disse que não conseguiria lidar com o abuso de drogas de Manson. "Eu percebi que este não era o estilo de vida com o qual eu queria ser casada" disse em uma entrevista. "Eu nunca fui uma garota do rock." O próprio Manson comentou: "Sabe, não estou dizendo que estou feliz sobre isso, mas acho que as pessoas têm que viver suas vidas e nenhum de nós queria mudar quem era - e acho que essa é a parte importante. No final você tem que estar feliz consigo mesmo".
Já foi casado com Dita Von Teese, artista burlesca. Os dois se conheceram após Manson ter pedido para que ela atuasse em um de seus videoclipes. Dita não pôde participar, mas no 32.º aniversário de Manson, em 2001, foi até à sua casa com uma garrafa de absinto e a partir daí os dois se tornaram um casal. Manson fez o pedido de casamento no dia 22 de março de 2004. O casamento foi uma cerimônia privada. Separaram-se em dezembro de 2006 devido a "diferenças irreconciliáveis", de acordo com Dita. Numa entrevista com o jornal The Daily Telegraph, Von Teese disse "Eu não era partidária de suas festas ou de seu relacionamento com outra garota. Por mais que o amasse, eu não iria fazer parte disso". A outra garota acreditava-se ser a atriz Evan Rachel Wood, (protagonista do filme Thirteen), com a qual Manson continuou o relacionamento após o seu divórcio, apesar dos comentários mordazes dos críticos. Von Teese também disse que deu a Manson um ultimato, mas que "não funcionou. Pelo contrário, eu me tornei a inimiga". Wood participou do videoclipe Heart-Shaped Glasses, música que foi feita para a própria. Em 2008, os dois se separaram após Wood ter recusado ao pedido de noivado feito por Manson.
Teve um breve relacionamento com a atriz de filmes pornográficos Stoya, de março a novembro de 2009. Em dezembro do mesmo ano, anunciou em seu Twitter: Nós simplesmente não éramos certos um para o outro. Só porque nos divertimos não quer dizer que fomos feitos para algo duradouro. C'est la vie.
No mesmo ano reatou com Wood e em 2010 ficou noivo da atriz. Também não chegaram ao casamento e romperam o noivado meses depois.
Manson recentemente foi ligado romanticamente com a fotógrafa americana Lindsay Usich, que é creditada como fotógrafa de seu álbum Born Villain. Usich foi referida como a namorada de Manson na edição de março de 2012 da revista Revolver. No artigo é feita uma referência a uma pintura nova feita por Manson na qual aparece a fotógrafa. No dia 8 de Fevereiro 2015, foi confirmado pela fotografa o fim da relação entre os dois, ainda por motivos desconhecidos.

### Alegações de abuso
Em 2020, várias mulheres que tiveram alguma conexão com Manson começaram a se comunicar e trocar experiências a respeito de sua convivência com o artista. Em uma carta datada de 21 de janeiro de 2021, uma senadora estadual da Califórnia, Susan Rubio, escreveu para o diretor do FBI e para o Procurador-Geral dos Estados Unidos, pedindo para que as alegações dessas mulheres fossem investigadas. Várias mulheres, ao longo do final de 2020 e em 2021, fizeram alegações contra Manson, o acusando de abuso, agressão e até estupro.
Em 2 de fevereiro de 2021, Manson via Instagram, se defendeu, afirmando: "obviamente, minha arte e minha vida sempre foram ímãs de controvérsia, mas essas afirmações recentes sobre mim são horríveis distorções da realidade. Meus relacionamentos íntimos sempre foram inteiramente consensuais com parceiros que pensavam da mesma maneira". A equipe jurídica do Manson emitiu declarações negando as alegações feitas contra ele. A sua ex-esposa, Dita Von Teese, afirmou que "os detalhes tornados públicos não correspondem à minha experiência pessoal durante nossos sete anos juntos como um casal." Sua ex-namorada, Rose McGowan, também disse que Manson não era abusivo durante o relacionamento deles, mas que sua experiência "não teve nenhuma influência sobre se ele era assim com outras pessoas antes ou depois". O Departamento do Xerife do Condado de Los Angeles, confirmou em 19 de fevereiro de 2021, que Manson estava de fato sendo investigado por acusações de violência doméstica. Em setembro, Manson não foi acusado de nenhum crime relacionado à violência sexual ou doméstica, porém ele perdeu patrocínios e trabalhos devido a repercussão negativa das alegações contra ele.
Meses após Evan Rachel Wood o acusá-lo de abuso (sendo ela uma das primeiras a fazer isso publicamente), quatro mulheres abriram um processo civil contra Manson buscando compensação financeira, incluindo Esmé Bianco, Ashley Morgan Smithline, Ashley Walters (uma ex empregada dele) e uma mulher que afirma ser uma ex-namorada do Manson que escolheu permanecer anônima.
Em setembro de 2022, o Departamento do Xerife do Condado de Los Angeles tornou público seus achados a respeito da investigação sobre agressão sexual supostamente cometidos por Manson. George Gascón, o advogado distrital da Califórnia, chamou o arquivo policial de "incompleto" e disse que mais evidências eram necessárias para apresentar acusações formais.

## Obras
- Manson, Marilyn (1998): The Long Hard Road Out Of Hell
- Reighley, Kurt B (1998): Marilyn Manson: a biography
- Badailey, Gavin (1999): Dissecting Marilyn Manson
- Manson, Marilyn (1999-2000): Holy Wood (Não publicado)
- Manson, Marilyn (2004): Marilyn Manson talking

## Discografia
Como Marilyn Manson
- Portrait of an American Family (1994)
- Smells Like Children (1995)
- Antichrist Superstar (1996)
- Remix & Repent (1997)
- Mechanical Animals (1998)
- Holy Wood (In the Shadow of the Valley of Death) (2000)
- The Golden Age of Grotesque (2003)
- Lest We Forget (The Best Of) (2004)
- Eat Me, Drink Me(2007)
- The High End of Low (2009)
- Born Villain (2012)
- The Pale Emperor (2015)
- Heaven Upside Down (2017)
- We Are Chaos (2020)
- One Assassination Under God - Chapter 1 (2024)

## Filmografia
- Lost Highway, como a "Estrela Pornô #1" (1997)
- Jawbreaker, como "The Stranger" (1999)
- Bowling for Columbine (Entrevista, 2002)
- The Hire: Beat The Devil, como ele mesmo (2003)
- Party Monster, como Christina (2003)
- Doppelherz (Diretor, Compositor, 2003)
- The Heart Is Deceitful Above All Things, como Jackson (2004)
- Video-game Area 51, dublando o personagem Edgar (2005)
- Rise: Blood Hunter, como Bartender (2006)
- King Shot (2009)
- Phantasmagoria: The Visions of Lewis Carroll, como Lewis Carroll (Diretor, Escritor, Compositor, 2010)
- Tim and Eric Awesome Show, Great Job!, como The Dark Man (2010)
- Splatter Sisters (Ator e Compositor) (2011)
- The Wrong Cops, como David Dolores Frank (2012)
- Once Upon a Time como "Sombra do Peter Pan" (voz) (2013)
- "Californication" temporada 6, episódio 7 intitulado - "The Dope Show", como ele mesmo
- Sons of Anarchy como Ron Tully (2014)
- Salem (3° Temporada) como Thomas Dinley